# Nordiska mästerskapen i brottning 1973
Nordiska mästerskapen i brottning 1973 hölls den 14 april 1973 i Jyväskylä i Finland. Det var den 16:e upplagan av tävlingen.

## Medaljtabell
*   Värdland ( Finland)
| Nr                  | Nation              | Guld | Silver | Brons | Totalt |
| ------------------- | ------------------- | ---- | ------ | ----- | ------ |
| 1                   | Finland*            | 5    | 2      | 1     | 8      |
| 2                   | Sverige             | 4    | 5      | 1     | 10     |
| 3                   | Norge               | 1    | 1      | 6     | 8      |
| 4                   | Danmark             | 0    | 2      | 2     | 4      |
| Totalt (4 nationer) | Totalt (4 nationer) | 10   | 10     | 10    | 30     |

## Resultat

### Grekisk-romersk stil
| Gren    | Guld             | Silver            | Brons                 |
| 48 kg   | Benni Ljungbeck  | Henning Holte     | Pekka Laakso          |
| 52 kg   | Kauko Naavala    | Ole Sørensen      | Palle Wede            |
| 57 kg   | Pertti Ukkola    | Per Lindholm      | Johnny Bjerke         |
| 63 kg   | Pekka Hjelt      | Roland Svensson   | Harald Hervig         |
| 68 kg   | Martti Laakso    | Kenneth Karlsson  | Øistein Davidsen      |
| 74 kg   | Janne Karlsson   | Kauno Määttä      | Per Nordlie           |
| 82 kg   | Pentti Salo      | Leif Andersson    | Oernulf Gustavsen     |
| 90 kg   | Keijo Manni      | Lars-Erik Nilsson | Svein Jonassen        |
| 100 kg  | Roland Andersson | Tore Hem          | Svend Erik Studsgaard |
| +100 kg | Einar Gundersen  | Aimo Mäenpää      | Lennart Svensson      |